# 무기대여법

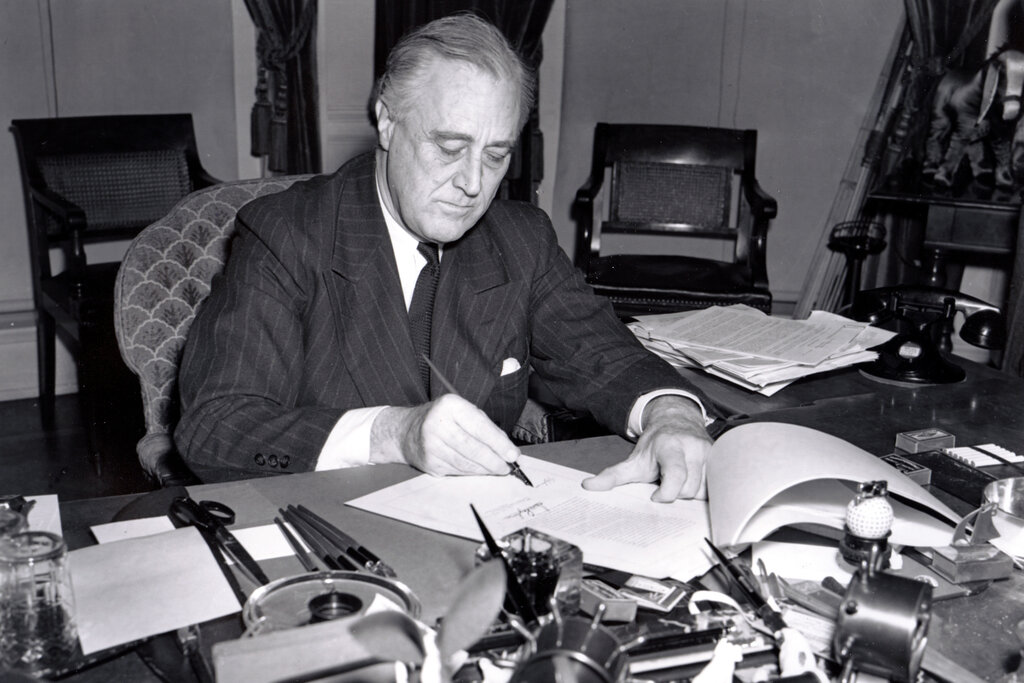
법안에 서명하는 FDR 대통령.

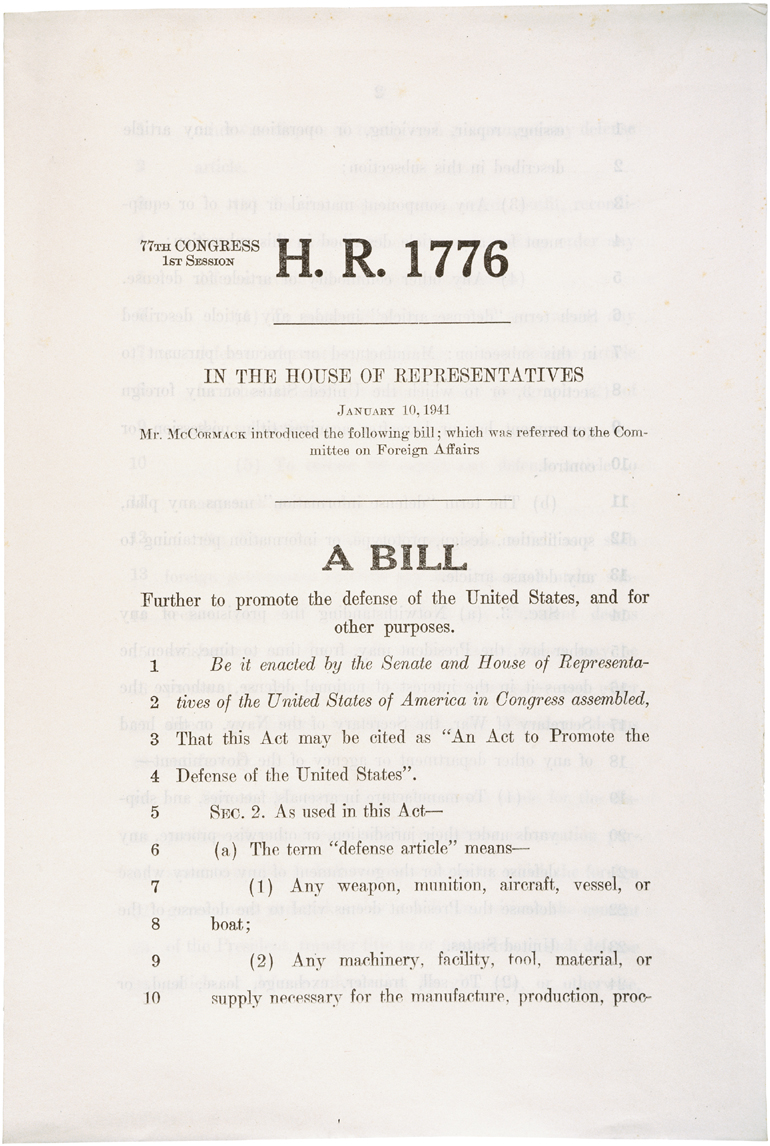
미국 하원 제1776호 무기대여법

무기대여법(武器貸與法) 또는 렌드-리스(영어: Lend-Lease) 혹은 법적인 명칭인 미합중국 방위 촉진을 위한 조례(영어: An Act to Promote the Defense of the United States)는 미국이 제2차 세계 대전 동안 영국, 소련, 중국 등 연합국에 막대한 양의 전쟁 물자를 제공할 수 있게 만든 법이다.

## 개요
제1차 세계 대전 때와 달리 이 법을 적용받는 전쟁 물자는 미국이 해당국에 무료로 운송하였다. 이 법은 미국이 1941년 12월 세계대전에 직접 참여하기 약 9개월 전인 1941년 3월에 발효했다. 무기대여법은 전쟁 물자 구매할 때 해당국이 선지급하고 직접 운송하도록 요구한 캐시 앤 캐리 법안을 무효화했다. 그 이유는 영국이 전쟁과 공습으로 말미암아 경제가 피폐해져 더는 무기를 사들이고 운송할 능력이 없었기 때문이었다. 이 법은 대일 승전일인 1945년 9월 2일에 만료되었다. 이 법은 제1차 세계대전 이후로 지속해온 고립주의 정책을 포기하고 국제 정세에 개입하는 쪽으로 돌아서게 된 계기가 되었다.

## 배경
전통적인 미국 외교 정책은 유럽 대륙과 아메리카 대륙을 분리하여 실행했다. 1823년 먼로 독트린(먼로주의)에서 보듯이 최초 미국 외교정책의 관심은 아메리카 대륙에 국한해 있었다. 그러나 점차 미국 관심 영역은 극동으로 확대되었다. 특히 1898년 쿠바 문제로 야기된 미국-스페인 전쟁 이후 미국 외교 정책은 유럽에서는 불간섭 정책, 남미와 아시아에서는 간섭 정책을 적용하게 되었다. 그들은 미국보다 앞서 아시아 대륙에 진출해 있던 서구 열강과 마찰을 피하고자 ‘문호개방 정책 (Open Door Policy)’을 아시아 정책의 기조로 삼는다. 결과적으로 미국 외교정책에서 고립은 유럽대륙에 대한 고립일 뿐이었다. 그러나 이런 미국의 고립주의 원칙도 1차 세계대전에 참전하게 됨으로써 깨지게 된다. 1929년 미국 증권시장의 주가 폭락으로 촉발된 대공황은 순식간에 세계를 휩쓸었다. 세계 경제공황을 극복하기 위해 각국은 자국만의 해결책을 모색했고, 독일, 일본, 이탈리아는 그 해결책으로 비정상적인 팽창주의를 지향했다. 이들 국가의 팽창전략으로 1930년대는 긴장이 끊이질 않았고, 미국과 영국은 이것을 효과적으로 대응하지 못함으로써 마침내 2차 세계대전이 발발하게 된다.

## 전개 과정
1933년 루스벨트는 대통령이 특정 국가에 대해서 무기 금수 조치를 취할 수 있도록 하는 무기금수 조치 법안을 발의하여 의회에 제출한다. 그러나 의회의 고립주의자들은 침략국 선별 권한이 부여된 국제 협의는 대통령이 미국을 직접 개입으로 이끌 수 있게 한다고 주장하며, 분쟁중인 모든 국가에 대해서 금수 조치를 취할 것을 요구하여 결국 이 법안을 소멸시킨다. 이것은 루즈벨트가 국제 분쟁의 침략자가 규정되면 평화를 회복하기 위한 집단 행동을 방해하지 않을 것이라고 국제 사회에 약속하며 국제 연맹과 협력하려는 의도를 보인데 대한 고립주의의 견제였다. 루즈벨트로서는 뉴딜 정책 수행을 위해 의회의 협조가 필요했고, 당시 유럽에서 진행되던 군축 협상이 유럽의 불안정으로 결렬되어 가고 있었기 때문에 제출 법안을 소멸시키고 자신의 입장을 후퇴시켰다. 1935년 8월 제럴드 나이(Gerald P. Nye), 하이람 존슨(Hiram Johnson) 등 의회의 고립주의자들은 고립주의를 미국 외교정책 노선으로 천명하는 중립법안(Neutrality Act)을 통과시킨다. 이 법안은 미국의 1차 세계대전 개입이 잘못된 것이었다는 판단에서 비롯되었다. 이로써 국제분쟁이 발발했을 때 미국 혹은 미국령의 어느 누구도 대통령이 지목한 교전국과 교전국이 이용할 수 있는 중립국을 포함 모든 지역에 군수품을 매각하거나 수송하는 것이 금지되었다.
1937년 루즈벨트는 국제정세에 대한 자신의 견해와 주축국들에 대한 자신의 입장을 이렇게 표현한다. “현대 세계는 기술과 도덕 양쪽의 결속과 상호의존으로 다른 세계에서 발생한 경제적 정치적 변혁으로부터, 특히 그 변혁이 쇠퇴하지 않고 확산되고 있을 때는 자신을 완벽하게 고립시키는 것을 불가능하게 만듭니다. 따라서 그것은 국제조약의 존엄성과 국제적 도덕성의 보전을 회복하려는 미국 국민들과 관련이 있고 매우 중요한 문제입니다. 전 염병이 퍼지기 시작하면 전염병으로부터 공동체의 건강을 지키기 위해 그 공동체는 질서 속에서 환자를 격리하는데 찬성하고 협력합니다. 이것이 평 화정책을 추구하기 위한 나의 결심입니다.” 루즈벨트는 현재의 세계에서 고립주의를 고수하는 것은 불가능할 뿐만 아니라 무가치한 것으로 세계평화를 원하는 미국인이 행동을 해야 할 때라고 주장한 것이다. 이 시기 유럽의 상황은 갈수록 악화되어 갔다. 히틀러는 1938년 오스트리아를 병합하고, 다음해인 1939년 3월 체코슬로바키아를 짓밟는다. 루즈벨트는 민주주의 국가에 대한 지지를 선언하고 히틀러에게 경고 메시지를 전달하였다. 그러나 루즈벨트의 실질적인 행동은 이루어지지 않았고, 영국 과 프랑스 또한 속수무책이었다. 그해 8월 독일과 소련의 불가침조약이 체결됨으로써 양면 전쟁(tow-front war)의 악몽에서 벗어난 히틀러는 1939년 9월 1일 마침내 폴란드 국경을 넘기에 이른다. 이것은 제2차 세계대전의 시작이었다.
유럽의 상황은 더욱 악화되어, 처칠은 루즈벨트에게 영국의 보급로를 보호해 줄 것을 요청했다. 이 조건을 수락할 경우 그는 선거에 패배할 수도 있었다. 또한 거부할 경우 그것은 영국의 패배와 미국의 위험을 의미했다. 루즈벨트는 결국 1차 세계대전 때 사용했던 구축함 50척을 영국에 파견하기로 결정했고, 그에 대한 대가로 영국으로부터 캐나다와 카리브 해에 이르는 해군과 공군기지의 사용권을 받았다. 그리고 루즈벨트는 미국의 직접적인 참전 없이 주축국에 대항하는 연합국을 도울 수 있는 방법을 고안했다. 이 고안은 1941년 1월 10일 ‘H. R. 1776’이라는 명칭으로 하원에 상정되었는데, 이것이 바로 미국 외교정책을 고립주의에서 개입주의로 전환시킨 ‘무기대여법(Lend-Lease Act)’이다. 이 법안은 결국 격렬한 논쟁 끝에 ‘미국방어 증진법안(Act to Promote the Defense of the United States)’이라는 이름으로 통과 되었고, 1941년 3월 11일 루즈벨트의 서명으로 발효되었다.

## 결과
무기대여법에 의해 루즈벨트는 자신이 미국의 방어에 필요하다고 인정하는 특정 국가에 군수품을 판매하거나 이양, 교환, 임대할 수 있는 권리를 지니게 되었다. 독일과 전쟁을 치루는 연합국에게 군수 물자의 물품비만이 아니라 그 운송비까지 무료로 지원하기 시작하였다. 미국의 전체 전쟁 지출의 11%인 총 501억 달러(2018기준 5650억 달러)가 개입되어 영국에 314억 달러(3540억 달러), 소련에 113억 달러(1274억 달러), 프랑스에 32억 달러(361억 달러), 중국에 16억 달러(180억 달러), 나머지 연합군에 26억 달러(180억 달러)가 투입됐다. 우선 영국이 수혜를 입었으며 4월에는 중국으로 확대되었다. 미국은 무기대여법을 소련에도 적용하여 군수물자를 지원하기로 하였다. 미소 양국은 모스크바에서 군수협력에 관한 협의를 진행한 끝에 1941년 10월 1일 ‘제1차 소비에트의정서(First Soviet Protocol, 혹은 모스크바의정서)’를 체결하였다. 제1차 소비에트의정서의 유효기간은 1942년 6월 30일까지로 정하였다. 그때까지 루스벨트는 총 10억 불을 제공하기로 하였다. 루스벨트는 연합국에 대한 군수지원을 원활히 하 기 위해 백악관이 직접 관리하는 무기대여청을 만들었다. 모스크바에는 미국인이 상주하는 지부를 두어 업무를 전담시켰다. 미국과 소련은 파시스트라는 ‘공동의 적’을 상대해야 했으므로 군수분야에서 더욱 긴밀히 협조하였다. 소련으로 최초로 보내질 특별 분량의 군수물자 약 2,972톤이 1941년 12월 이란의 ‘페르시아경로(трансиранский маршрут)’을 경유하여 제공되었다. 제1차 소비에트의정서에 따라 소련에 지급된 군수물자는 127억 3,600만 톤이었다. 이때 제공된 물자를 보면 군수용 비행기 22,150여 대, 탱크 12,700대, 화물차 975,883대, 모터사이클 35,170대, 트랙터 8,071대에 자동화기 131,633대, 폭발물 345,735톤 그리고 민수용 신발, 가죽, 광물, 주류 등 다양하였다. 1945년까지 이 법률에 의해 연합국 측에 공급된 군수 물자는 약 500여억 달러에 이르렀다. 연합국 중 영국은 전체의 약 60%에 해당하는 300억 달러를, 소련은 약 22%에 해당하는 110억 달러를 지원받았다.

## 같이 보기
- 대서양 전투 (제2차 세계 대전)
- 2022년 우크라이나 민주주의 방위 무기대여법